# Železniční trať Margecany – Červená Skala
Železniční trať Margecany – Červená Skala je jednokolejná železniční trať vedená z Margecan (na trati Košice – Žilina) údolím Hnilce do místní části obce Šumiac Červená Skala, kde navazuje trať do Banské Bystrice.

## Historie
Stavba tratě byla zahájena 31. května 1931. Z důvodu nedostatku státních financí jako důsledek světové hospodářské krize stavba probíhala pomalu, takže dokončena byla až v roce 1936. S výjimkou úseku Margecany - Gelnica, kde bylo pro stavbu dráhy použito těleso bývalé úzkokolejky, se jednalo o úplnou novostavbu, která byla stavěna v náročném horském terénu. Trať byla dána do provozu 26. července 1936.

## Stavební objekty

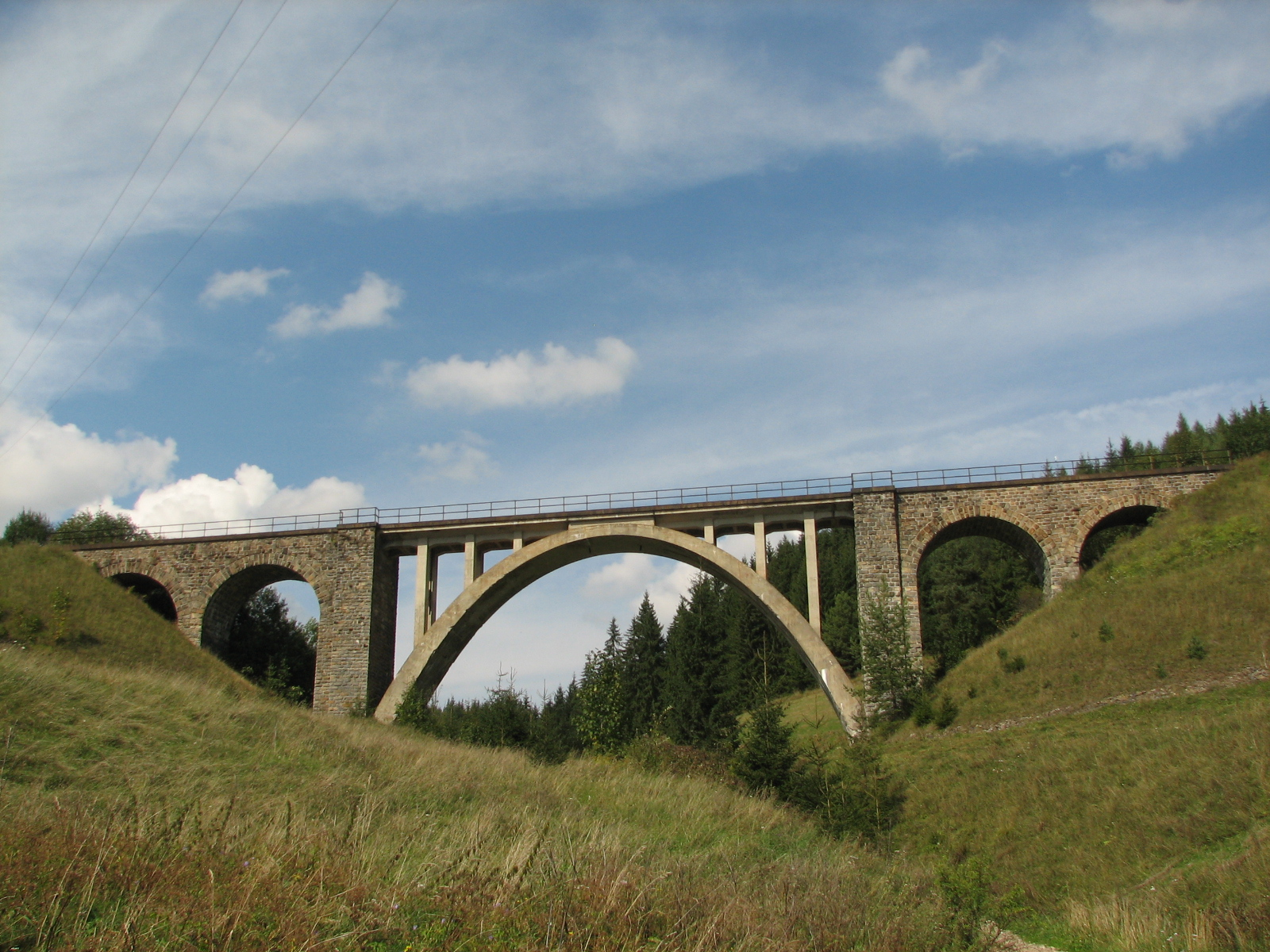
Telgártský viadukt

Na trati se nachází devět tunelů o celkové délce 3800 metrů. Nejzajímavější stavbou je smyčka u Telgártu o délce 2,3 km, pomocí níž trať překonává výškový rozdíl 31 metrů. Součástí smyčky je nejdelší tunel na trati (1239 m dlouhý) a kamenný viadukt o délce 86 metrů a výšce 22 metrů nad údolím.
V Besnickém tunelu pod Besnickým sedlem, kterým trať překonává rozvodí mezi Hnilcem a Hronem, se v nadmořské výšce 955,5 m nachází nejvýše položený bod na normálněrozchodných tratích Slovenska.

## Odraz v kultuře
V roce 1951 byl o stavbě trati natočen propagandisticky laděný film Boj sa skončí zajtra.